# Ода от Мец
Ода от Мец или Уда (на немски: Oda von Metz, Uda von Metz, * ок. 910, † 10 април 963) е немска благородничка от род Матфриди.

## Произход
Дъщеря е на Герхард I (875 – 910), граф на Мец и съпругата му Ода Саксонска (875/880 – 952) от династията Лиудолфинги, дъщеря на Ото I Сиятелни, херцог на Саксония. Майка ѝ е сестра на император Хайнрих I Птицелов (876 – 936) от Източнофранкското кралство.
Тя е сестра на Вигфрид, архиепископ на Кьолн (924 – 953) и на Готфрид, лотарингски пфалцграф, женен за Ерментруда, дъщеря на Шарл III, крал на Западнофранкското кралство. Братовчедка е на крал Ото I Велики.

## Фамилия
Ода се омъжва през 930 г. за граф Гозело от Ардененгау († 19 април 942) от род Вигерихиди, третият син на Вигерих, лотарингски пфалцграф, и на Кунигунда, внучка на крал Лудвиг II от род Каролинги. Те имат децата:
- Регинар († 18 април 963), граф на Бастон, Белгия
- Хайнрих († 6 септември 1000)
- Готфрид I Пленник (* 935/940, † 3 септември сл. 995), граф на Вердюн
- Адалберо (* 935/940, † 23 януари 989), архиепископ на Реймс (969 – 989).